# Alessandro Salvio

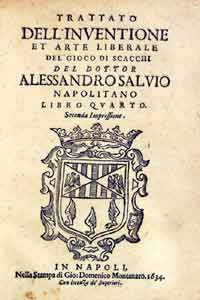
Trattato dell'Inventione et Arte Liberale del Gioco Degli Scacchi, 1634.

Alessandro Salvio (Bagnoli Irpino, vers 1570-vers 1640) est un joueur d'échecs italien considéré comme un des meilleurs joueurs napolitains à partir de 1595. Salvio a fondé une école d'échecs à Naples.

## Ouvertures
Le nom de Salvio a été donné à plusieurs ouvertures :
- le gambit Salvio : 1. e4 e5 2. f4 exf4 3. Cf3 g5 4. Fc4 g4 5. Ce5
- le gambit Salvio-Cochrane : 1. e4 e5 2. f4 exf4 3. Cf3 g5 4. Fc4 g4 5. Ce5 Dh4+ 6. Rf1 6...f5
- la variante Salvio-Polerio du gambit Kieseritzky : 1. e4 e5 2. f4 exf4 3. Cf3 g5 4. h4 g4 5. Ce5 Fe7.

## Publications
Salvio a écrit plusieurs livres sur les échecs :
- Trattato dell'Inventione et Arte Liberale del Gioco Degli Scacchi, publié en 1604 à Naples, réimprimé en 1634
- La Scaccaide, paru à Naples en 1612 puis 1618livre perdu, connu par des citations de Pietro Carrera.
- Il Puttino, paru en 1634Histoire romancée des vies de Paolo Boï et Giovanni Leonardo da Cutri.